# La condizione operaia
La condizione operaia (La condition ouvrière) è una raccolta di appunti, lettere e saggi della filosofa francese Simone Weil, composti fra il 1933/34 e il 1942, pubblicati postumi dalle Éditions Gallimard nel 1951.

## Contenuto
I saggi hanno come tema centrale la situazione del lavoro in fabbrica, con particolare riferimento all'esperienza personale dell'autrice, che scelse di impiegarsi come manovale nel dicembre 1934, lavorando otto mesi nelle grandi industrie francesi, per fare esperienza diretta della vita operaia.
La raccolta comprende tre lettere ad Albertine Thévenon (che ha curato l'introduzione dell'edizione originale), una lettera a Boris Souvarine e una ad Auguste Detœuf.
Giancarlo Gaeta, curatore dell'edizione SE, ha definito l'opera «una rappresentazione della vita di fabbrica condotta al limite della umana sopportabilità. Una rappresentazione fatta di situazioni, di dettagli, di impressioni fisiche e psicologiche, di descrizioni tecniche delle macchine e dei procedimenti di lavoro, di sofferenze e di angosce, ma anche di insperati momenti di gioia per un cenno di solidarietà o per il fugace sentimento di essere partecipi di una operosa vita collettiva piuttosto che succubi di un degradante asservimento al processo produttivo».

## Edizioni in lingua italiana
- Simone Weil, La condizione operaia, traduzione di Franco Fortini, Milano, Edizioni di Comunità, 1952, ISBN non esistente.
- Simone Weil, La condizione operaia, traduzione di Franco Fortini, Milano, Club degli Editori, 1965, ISBN non esistente.
- Simone Weil, La condizione operaia, traduzione di Franco Fortini, introduzione di Roberto Morpurgo, Milano, Oscar saggi Mondadori, 1990, ISBN 88-04-34101-7.
- Simone Weil, La condizione operaia, traduzione di Franco Fortini, postfazione e note di Giancarlo Gaeta, Milano, SE, 1994, ISBN 88-7710-292-6.